# Puitkogel
De Puitkogel (ook: Puikogel) is een 3345 meter hoge berg in de Ötztaler Alpen in de Oostenrijkse deelstaat Tirol.
De berg behoort tot de Geigenkam van dit gebergte en ligt ten zuidoosten van de Russelsheimer Hütte en ten zuidwesten van de Weißmaurachjoch. Drie grote kammen van de rotsige piramide gaan over in het Pitztal en het Pollestal. De makkelijkste route naar de top voert over de zuidelijke graat, die vanaf de Mainzer Höhenweg bereikbaar is.